# Кашкар-Сирмы
Ка́шкар-Сирмы́ (чув. Кашкӑрҫырми) — деревня в Шальтямском сельском поселении Канашского района Чувашской Республики.

## География
Расстояние до Чебоксар 99 км, до районного центра — города Канаш — 15 км, до железнодорожной станции Канаш — 15 км. Деревня расположена у автомагистрали А-151 Цивильск—Ульяновск.
Часовой пояс
Деревня Кашкар-Сирмы, как и вся Чувашская Республика, находится в часовой зоне МСК (московское время). Смещение применяемого времени относительно UTC составляет +3:00.
Административно-территориальная принадлежность
В составе Старотябердинской (до 25 марта 1918 года), Тобурдановской волостей Цивильского уезда (до 1 октября 1927 годах), Канашского района (с 1 октября 1927 года):167. 

Сельские советы: с 1 октября 1927 года — Новошальтямский, с 1 октября 1928 года — Старошальтямский, с 27 марта 1951 года — Тобурдановский, с 28 мая 1959 года — Старошальтямский, с 20 августа 1964 года — Шальтямский:167. 

## История
Селение возникло в 1910 году как выселок деревни Новые Бюрженеры. Жители занимались земледелием, животноводством. В 1930 году образован колхоз «1-е Мая». 

По состоянию на 1 мая 1981 года населённые пункты Шальтямского сельского совета (в том числе деревня Кашкар-Сирмы) — в составе совхоза «За коммунизм»:87.

## Название
Происхождение названия связано с обитавшими в этих местах волками, от чув. кашкăр «волк» и çырма «овраг». — Географические названия Чувашской Республики.
Прежнее название: Çĕн Пĕршенер (1923). 

## Население
| 2010 | 2012 |
| ---- | ---- |
| 77   | →77  |

Число дворов и жителей: в 1926 году — 29 дворов, 53 мужчины, 67 женщин; в 1939 — 57 мужчин, 61 женщина; в 1979 — 81 мужчина, 67 женщин; в 2002 — 26 дворов, 96 человек: 51 мужчина, 45 женщин; в 2010 — 26 частных домохозяйств, 77 человек: 41 мужчина, 36 женщин. 
По данным Всероссийской переписи населения 2002 года в деревне проживали 96 человек, преобладающая национальность — чуваши (100%).

## Инфраструктура
Функционирует ООО «Маяк» (по состоянию на 2010 год).

## Памятники и памятные места
Памятник воинам, павшим в Великой Отечественной войне 1941—1945 гг. (ул. Озёрная).